# Hermann A. Griesser
Hermann A. Griesser (* 23. August 1937 in Landeck, Tirol; † 8. Oktober 2021 in Wien) war ein österreichischer Journalist.

## Leben
Hermann A. Griesser studierte Germanistik, Philosophie, Geschichte und Jura in Innsbruck, Wien und München. 1964 erfolgte seine Promotion zum Dr. phil. 1973 wurde er Redakteur für Innenpolitik beim Rheinischen Merkur, 1978 Leitender Redakteur bei der Welt in Bonn und ab 1980 Leitender Redakteur beim Münchner Merkur. Von 1986 bis 2002 war er Chefredakteur der Deister- und Weserzeitung in Hameln.
Griesser lebte zuletzt in Wien und arbeitete als freier Schriftsteller. In seinem Roman Der Morgenwanderer – Die späte Passion des Stellaners Stefan Oppenberg wird die Geschichte einer eigenartigen Freundschaft erzählt, in der das zerrissene Lebensgefühl der Nachkriegsgeneration aufflammt – mit einer großen Sehnsucht nach Heilung. Er wurde am Neustifter Friedhof bestattet.

## Werke
- Konfisziert – Österreichs Unrecht am Hause Habsburg, Wien 1986 (Monogr.)
- Werner Bruns, Walter Döring (Hrsg.): Der selbstbewusste Bürger. Bouvier Verlag, 1995.
- Der Morgenwanderer. Die späte Passion des Stellaners Stefan Oppenberg. Books on Demand, Wien 2016, ISBN 978-3-7412-4334-9[3]